# مقابر بني حسن

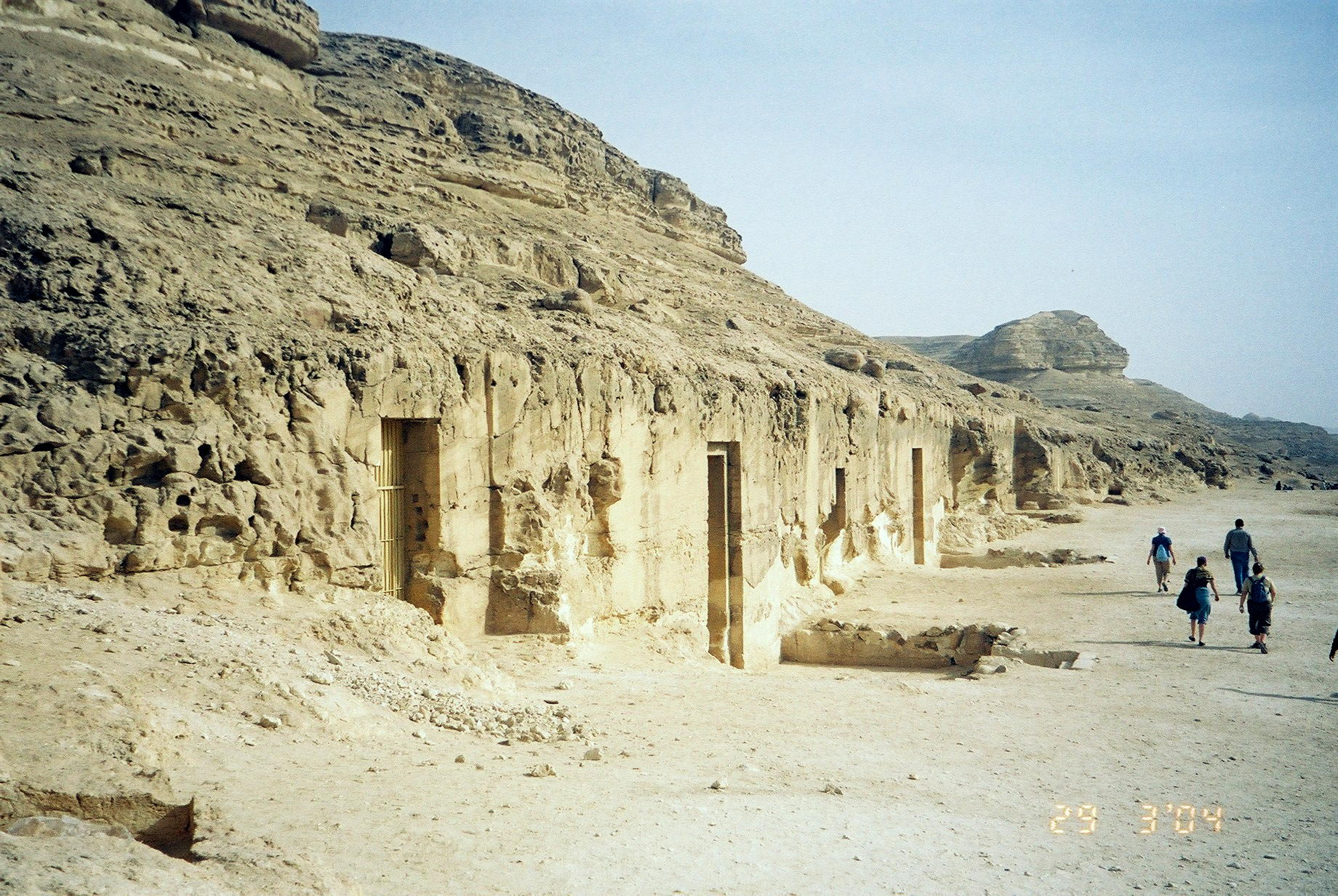
منظر لمدخل مقبرة خيتي (BH17) و باقت الثالث (BH15)

بني حسن هي منطقة أثرية فيها جبانة مصرية قديمة ، وهي تقع جنوب مدينة المنيا بحوالي 20 كيلومترا في المنطقة المعروفة باسم مصر الوسطى الممتدة بين أسيوط ومنف (ميت رهينة).
و برغم وجود بعض المقابر من عهد الدولة القديمة في الجبانة، إلا أن هذه الجبانة كانت تستخدم بشكل رئيسي خلال عصر الدولة الوسطى، والتي تمتد من القرن 21 ق.م إلى القرن 17 ق.م (العصر البرونزي الوسيط).
و إلى الجنوب من الموقع يوجد معبد تم تشييده على يد الملكة حتشبسوت و خلفها الملك تحتمس الثالث، و هو مكرّس لعبادة الإلهة المحلية لهذه المنطقة باخت. و هو المعروف حالياً باسم مغارة أرتميس، لأن اليونانيين وحّدوا بين الإلهة المصرية باخت والإلهة اليونانية أرتميس ، و سمي مغارة لأن المعبد مبني تحت الأرض.

## الجبانة
كانت العادة لحكام المقاطعات في الدولة الوسطى أن يدفنوا في مقابر محلية في مقاطعاتهم مقطوعة في الصخر ومزينة بالنقوش والرسوم، وتم بدء هذه العادة منذ عصر الاضمحلال الأول في مواقع مثل بني حسن. و هناك دليل على حدوث إعادة تنظيم لنظام الحكم في عهد الأسرة الثانية عشر ، و خلال الفترة الانتقالية الأولى وامتداداً لجزء من عصر الدولة الوسطى كان من الشائع للحكام المحليين (الشخص الذي يحكم أو يشرف على منطقة معينة) أن تكون مناصبهم وراثية، ولم تعتمد الطبقات الحاكمة في المقاطعات على الملك لإضفاء الشرعية على قوتها بقدر ما كان الأمر في عصر الدولة القديمة. و خلال عهد الأسرة الـ12 بدأت قوة الحكام المحليين تخضع لقيود، وكان تعيين حكام الأقاليم أو على الأقل تثبيتهم على عروشهم بإضفاء الشرعية عليهم لا يتم إلا من خلال الملك.
هناك 39 من المقابر القديمة في بني حسن من عهد الدولة الوسطى (من حوالي القرن 21 إلى القرن 19 ق.م) لحكام مقاطعة الغزال (المقاطعة 16 من مقاطعات الوجه القبلي) ، الذين حكموا من عاصمة المقاطعة المسماة حبنو. و نظرا لنوعية الصخور، والمسافة إلى المنحدرات في الغرب، تم بناء هذه المقابر على الضفة الشرقية على غير العادة في بناء المقابر المصرية التي غالباً ما كانت تبنى على الضفة الغربية للنيل. هناك تنوع في حيز وأماكن المقابر في هذه الجبانة (هناك نوعان من المقابر هنا بوجه أساسي : مقابر النطاق العلوي ومقابر النطاق السفلي) و هذا التنوع مرتبط بمستويات مختلفة من الموارد المتاحة للمتوفى، فقد دفن أهم الشخصيات بالقرب من أعلى المنحدر. في المقبرة السفلى هناك 888 فتحة مقبرة صغيرة (دهليز)، ويرجع تاريخها إلى عصر الدولة الوسطى، وقد تم استكشافها من قبل جون جارستانج. أما بالنسبة للجزء الأكبر من هذه المقابر فإنها تشترك في تصميم عام متماثل والذي يشمل غرفة صغيرة أو فسحة عند سفح مدخل المقبرة (التي تواجه الجنوب) لاستقبال تابوت الميت والمخزون الجنائري للميت من طعام وشراب و أثاث وما إلى هنالك.
أما المدفونين في المقابر العلوية فقد كانوا من فئة النخبة الذين بنوا مقابر فاخرة لتمثيل مراكزهم الاجتماعية والسياسية كحكام ومسؤولين في مقاطعة الغزال، ففي هذا الموقع تم دفن النخبة العليا للمناطق في المقابر الكبيرة والمزينة المنحوتة في الحجر الجيري للمنحدرات بالقرب من عاصمة المقاطعة، وتقع كل هذه المقابر في منطقة المقابر العليا. و هذه المقابر تقع في صف واحد على المحور الشمالي-الجنوبي. هناك صدع طفيف في الجرف الصخري الطبيعي حيث تفتح هذه المقابر، وهذا الصدع يقسم المقابر التسعة وثلاثين في هذا المكان إلى مجموعتين. و كان التصميم الأساسي لمقابر النخبة يشمل فناءاً خارجياً وغرفة ذات أعمدة حجرية (يشار إليها أحيانا باسم الهيكل) التي كان بها شق أو دهليز ضيق يقود إلى حجرة الدفن.
بعض المقابر الكبيرة تحمل نقوش السيرة الذاتية لصاحبها مع مشاهد من الحياة اليومية والحرب والصيد و الرياضة. فهي تشتهر بنوعية لوحاتها. في الوقت الحاضر، كثير من هذه المشاهد في حالة سيئة، على الرغم من أن نسخاً عنها قد صنعت خلال الاستكشافات التي تمت للمنطقة في القرن الـ19.

## مقابر النبلاء

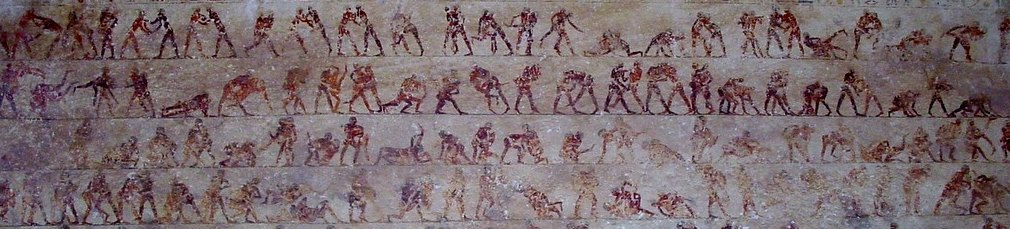
منظر للمصارعة من مقبرة باقت الثالث (BH15)

| i | mn · n | m | F4 · t · Z1 |

| i | mn · n | m | F4 · t · Z1 |

| W9 | E10 | H | Htp · t · p |

| W9 | E10 | H | Htp · t · p |

| W9 | Htp · t · p |

| W9 | Htp · t · p |

| W9 | H | Htp · t · p |

| W9 | H | Htp · t · p |

| W9 | E10 | H | Htp · t · p |

| W9 | E10 | H | Htp · t · p |

| G29 | N29 · t · Z1 | M1 |

| G29 | N29 · t · Z1 | M1 |

| F32 · t | i | i |

| F32 · t | i | i |

| n · M3 · Aa1 · t | i |

| n · M3 · Aa1 · t | i |

| Z1 | R8 | n · M3 · Aa1 · t |

| Z1 | R8 | n · M3 · Aa1 · t |

| r · Z1 | n · n · n | V7 | n · t · i |

| r · Z1 | n · n · n | V7 | n · t · i |

| G29 | N29 · t | M1 |

| G29 | N29 · t | M1 |

| G29 | N29 · t | M1 |

| G29 | N29 · t | M1 |

## اقرأ أيضاً
| - دير المدينة - ذراع أبو النجا - مقابر الخوخة - العساسيف - شيخ عبد القرنة - الدير البحري | - وظائف مصر القديمة - كبير الكهنة - أوشبتي - مرت سجر - شقفة مرسومة - سننموت |  |

## الهوامش
1. ↑  Banes and Malek (2000) p. 120
2. ↑  Robins (1997) p. 8
3. ↑  Banes and Malek (2000) p. 128
4. ↑  Robins (1997) p. 101
5. ↑  Richards (2005) p. 80
6. ↑  Garstang (1907) p. 45
7. ↑  Kamrin (1999) p. 25
8. ↑  Bard (2008) p. 189
9. ↑  Beni Hasan , Percy Edward Newberry , London - 1894
10. ↑  يقوم ترقيم مقابر بني حسن علمياً على وضع رقم المقبرة بجوار رمز BH كاختصار لاسم المنطقة بالإنجليزية.